# Cédric Charlier
Cédric Charlier (27 de novembro de 1987) é um jogador de hóquei sobre a grama belga, medalhista olímpico

## Carreira
Cédric Charlier integrou o elenco da Seleção Belga de Hóquei Sobre Grama, nas Olimpíadas de 2008, 2012 e 2016. No Rio 2016 foi medalha de prata. Nos Jogos Olímpicos de Verão de 2020, consagrou-se campeão e conseguiu a medalha de ouro.